# Liste des députés européens d'Espagne de la 10e législature

Cet article présente la liste des députés européens d'Espagne élus lors des élections du 9 juin 2024.

## Députés européens élus en 2024
- Liste des députés européens initialement élus, avant remplacements éventuels[1].

| Nom                                | Parti | Parti       | Groupe | Groupe    |
| ---------------------------------- | ----- | ----------- | ------ | --------- |
| Maravillas Abadía                  |       | PP          |        | PPE       |
| Oihane Agirregoitia                |       | EAJ-PNV     |        | Renew     |
| Pablo Arias Echeverría             |       | PP          |        | PPE       |
| Jaume Asens                        |       | CatComú     |        | Verts/ALE |
| Laura Ballarín Cereza              |       | PSOE        |        | S&D       |
| Pernando Barrena                   |       | EH Bildu    |        | GUE/NGL   |
| Isabel Benjumea                    |       | PP          |        | PPE       |
| Mireia Borrás                      |       | Vox         |        | Patriotes |
| Jorge Buxadé                       |       | Vox         |        | Patriotes |
| José Cepeda                        |       | PSOE        |        | S&D       |
| Toni Comín                         |       | Junts       |        | NI        |
| Carmen Crespo                      |       | PP          |        | PPE       |
| Raúl de la Hoz                     |       | PP          |        | PPE       |
| Margarita de la Pisa               |       | Vox         |        | Patriotes |
| Pilar del Castillo                 |       | PP          |        | PPE       |
| Rosa Estaràs                       |       | PP          |        | PPE       |
| Alma Ezcurra                       |       | PP          |        | PPE       |
| Jonás Fernández                    |       | PSOE        |        | S&D       |
| Estrella Galán                     |       | Sumar (IND) |        | GUE/NGL   |
| Lina Gálvez Muñoz                  |       | PSOE        |        | S&D       |
| Iratxe García                      |       | PSOE        |        | S&D       |
| Borja Giménez Larraz               |       | PP          |        | PPE       |
| Juan Carlos Girauta                |       | Vox (IND)   |        | Patriotes |
| Sandra Gómez                       |       | PSOE        |        | S&D       |
| Nicolás González Casares           |       | PSOE        |        | S&D       |
| Esteban González Pons              |       | PP          |        | PPE       |
| Esther Herranz García              |       | PP          |        | PPE       |
| Hana Jalloul                       |       | PSOE        |        | S&D       |
| Nora Junco García                  |       | SALF        |        | CRE       |
| Juan Fernando López Aguilar        |       | PSOE        |        | S&D       |
| Javi López                         |       | PSC         |        | S&D       |
| Antonio López-Istúriz White        |       | PP          |        | PPE       |
| César Luena                        |       | PSOE        |        | S&D       |
| Cristina Maestre                   |       | PSOE        |        | S&D       |
| Jorge Martín Frías                 |       | Vox         |        | Patriotes |
| Vicent Marzà                       |       | Compromís   |        | Verts/ALE |
| Gabriel Mato                       |       | PP          |        | PPE       |
| Idoia Mendia                       |       | PSOE        |        | S&D       |
| Francisco José Millán Mon          |       | PP          |        | PPE       |
| Ana Miranda                        |       | BNG         |        | Verts/ALE |
| Irene Montero                      |       | Podemos     |        | GUE/NGL   |
| Dolors Montserrat                  |       | PP          |        | PPE       |
| Javier Moreno Sánchez              |       | PSOE        |        | S&D       |
| Fernando Francisco Navarrete Rojas |       | PP          |        | PPE       |
| Elena Nevado del Campo             |       | PP          |        | PPE       |
| Leire Pajín                        |       | PSOE        |        | S&D       |
| Nicolás Pascual de la Parte        |       | PP (IND)    |        | PPE       |
| Alvise Pérez                       |       | SALF        |        | NI        |
| Diana Riba                         |       | ERC (IND)   |        | Verts/ALE |
| Teresa Ribera                      |       | PSOE        |        | S&D       |
| Marcos Ros Sempere                 |       | PSOE        |        | S&D       |
| Ignacio Sánchez Amor               |       | PSOE        |        | S&D       |
| Elena Sancho                       |       | PSOE        |        | S&D       |
| Isabel Serra                       |       | Podemos     |        | GUE/NGL   |
| Rosa Serrano Sierra                |       | PSOE        |        | S&D       |
| Diego Solier                       |       | SALF        |        | CRE       |
| Susana Solís Pérez                 |       | PP          |        | PPE       |
| Hermann Tertsch                    |       | Vox (IND)   |        | Patriotes |
| Adrián Vázquez                     |       | PP (IND)    |        | PPE       |
| Javier Zarzalejos                  |       | PP          |        | PPE       |
| Juan Ignacio Zoido                 |       | PP          |        | PPE       |

## Entrants et sortants
| Entrant     | Parti | Parti | Groupe | Groupe | Sortant       | Parti | Parti | Groupe | Groupe | Date            | Motif            |
| ----------- | ----- | ----- | ------ | ------ | ------------- | ----- | ----- | ------ | ------ | --------------- | ---------------- |
| Alícia Homs |       | PSOE  |        | S&D    | Teresa Ribera |       | PSOE  |        | S&D    | 16 juillet 2024 | Renonce à siéger |